# Baldock

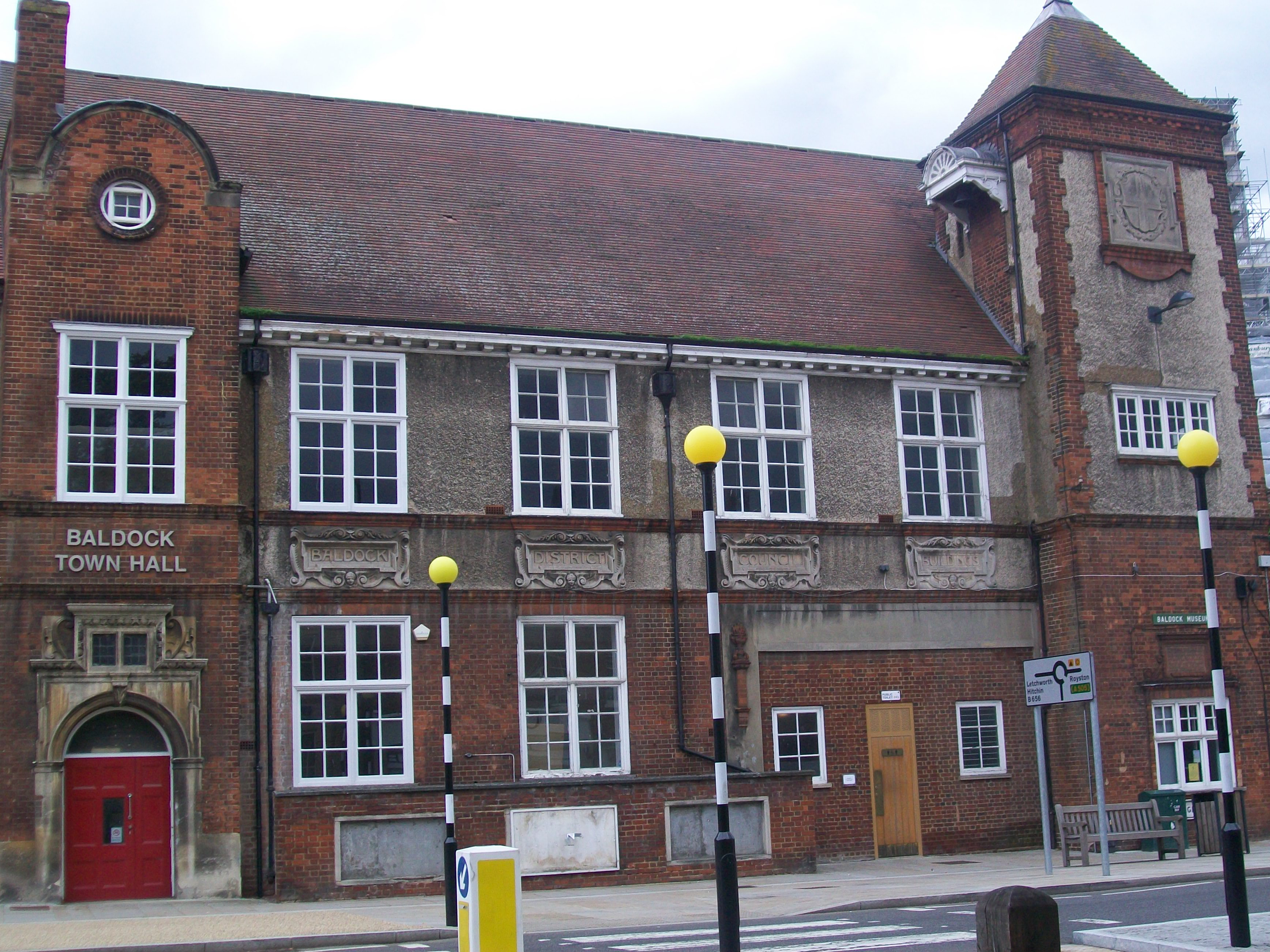
Baldock, Rathaus

Koordinaten: 51° 59′ 22,6″ N, 0° 11′ 19,7″ W
Baldock ist eine Kleinstadt mit etwa 9900 Einwohnern in der Grafschaft North Hertfordshire (England), ca. 53 km nördlich von London. Der historische Icknield Way passierte die Stadt.

## Geschichte
Baldock wurde 1148 als kommerzielle Niederlassung des Templerordens gegründet, ihr Name leitet sich angeblich von der altfranzösischen Bezeichnung Baldac der Stadt Bagdad ab.
Eine andere Namensherleitung besteht aus den mittelenglischen Worten balled (heutiges English: bald, zu Deutsch: kahl) und ac (heutiges English: oak, zu Deutsch: Eiche).
1903 wurde nicht weit westlich von Baldock erstmals in England das Projekt einer Gartenstadt in Angriff genommen – Ergebnis war die Stadt Letchworth Garden City, heute Verwaltungssitz von North Hertfordshire.

## Verkehr

### Straße
Baldock liegt an den überregionalen Straßen A1(M) (London – Edinburgh) und A505 nach Royston.
Die A507 hat nur regionale Bedeutung.

### Eisenbahn
Der Bahnhof Baldock liegt an der Bahnlinie von London über Stevenage nach Cambridge.

## Sport
Der Fußballverein Baldock Town ist z. Zt. semiprofessionell organisiert; ein bekannter Spieler aus seinen Reihen ist Kevin Phillips.

## Städtepartnerschaften
Seit 1988 besteht eine Städtepartnerschaft mit der deutschen Stadt Eisenberg (Pfalz) und seit 1998 eine mit Sanvignes-les-Mines in Frankreich.

## Persönlichkeiten
- Ludwig Winder (1889–1946), österreichischer und tschechoslowakischer deutschsprachiger Schriftsteller, Journalist und Literaturkritiker in der Emigration, starb in Baldock
- Justin Steinfeld (1886–1970), deutscher Schriftsteller in der Emigration, starb an seinem letzten Wohnort Baldock
- Kevin Phillips (* 1973), englischer Fußballspieler